# Анновка (Анновская сельская община)
А́нновка (укр. Ганнівка) — село, центр Анновской сельской общины Новоукраинского района Кировоградской области Украины.
Население по переписи 2001 года составляло 423 человека. Телефонный код — 5251. Код КОАТУУ — 3524080301.